# Liebe unverzollt
Liebe unverzollt (im englischen Original The Toll-Gate) ist ein Roman von Georgette Heyer. Er erschien erstmals im Jahr 1954 im Original, die deutsche Erstausgabe im Paul Zsolnay Verlag 1965 in der Übersetzung von Emi Ehn. Wie die meisten Erzählungen von Heyer spielt diese in der Zeit des Regency (1811–1820).

## Handlung
Nach dem Ende der Kriege gegen Napoleon langweilt sich der unternehmungslustige John Staple, ehemaliger Captain der Dragoon Guards und voraussichtlicher Erbe eines britischen Peer-Titels, im Zivilleben, weshalb er zum Entsetzen seiner vornehmen Verwandtschaft immer mal wieder ausbricht und Abenteuer sucht. Eines Abends erreicht er eine Mautschranke, die ihm von dem zehnjährigen Ben geöffnet wird. Der Junge ist verschreckt, da sein Vater seit einem Tag verschwunden ist, weshalb John dort bleibt, um sich um den Jungen zu kümmern und das Rätsel dieses Verschwindens zu ergründen. 
In Vertretung des verschwundenen Breans übernimmt John dessen Pflichten als Schrankenwärter. Dabei lernt er die Enkelin des örtlichen Squire, Nell Stornaway, kennen. Die beiden verlieben sich auf Anhieb ineinander. Nell ist verängstigt, weil auf dem Landsitz ihres kranken Großvaters Kellands ihr Cousin Henry und dessen Freund Nathaniel Coate zu Gast sind, die sich unziemlich und verdächtig verhalten. John findet bei seinen Nachforschungen heraus, dass die beiden Männer in den Raub eines Transportes von Goldmünzen verwickelt sind und der Schrankenwärter Brean als Mitwisser ermordet wurde. 
Der todkranke Squire Peter Stornaway findet großen Gefallen an John Staple und fädelt dessen Eheschließung mit seiner Enkelin Nell ein, bevor er stirbt. Es kommt zu einem von John geplanten Zusammentreffen in einer Höhle, in der der Goldschatz versteckt ist. Dabei wird er von dem Straßenräuber Jerry Chirk unterstützt, der ein heimliches Verhältnis mit Rose, der ehemaligen Kinderfrau von Nell Stornaway, hat. Coate und Henry Stornaway werden dabei getötet. Chirk streicht die Belohnung für die Entdeckung ein, kann sich endlich mit Rose als rechtschaffener Bürger niederlassen und Ben zu sich nehmen.

## Personen
- Captain John „Jack“ Staple
- Nell Stornaway
- Sir Peter Stornaway, der Squire
- Henry Stornaway, Gast auf Kellands
- Nathaniel Coate, Gast auf Kellands
- Joe Lydd, Reitknecht auf Kellands
- Rose Durward, ehemalige Kinderfrau von Nell Stornaway
- Jerry Chirk, Straßenräuber
- Gabriel Stogumber, Bow Street Runner (Polizist)
- Ben Brean, Sohn des Schrankenwärters
- Winfried Babbacombe, Freund von John Staple

## Ausgaben
Das Buch erschien seit 1965 in mehreren Verlagen und zahlreichen Auflagen. Allein das bei Rowohlt erstmals 1967 veröffentlichte Taschenbuch hatte eine Auflage von 170.000 Exemplaren.